# レンツォ・クレスティ
レンツォ・クレスティ（Renzo Cresti、1953年 - ）は、イタリアの音楽学者。フィレンツェ出身
。
コントラバスとギターを専攻したが、程なくして音楽学へ転向。現在ではもっぱら20世紀イタリア現代音楽を専門にしており、ドナトーニ、クレメンティ、カスティリオーニの著書は既に有名である。イタリア音楽の大家だけではなく、多くのイタリアの中堅作曲家をいち早く評価し、普及に努めてきたことも特筆される。中でもフェルナンド・メンケリーニの音楽は、彼によってヨーロッパへ広められた。
近年では現代作曲家のオペラのリブレット作者としての一面も見せる。

## 著書リスト
- Richard Wagner, la poetica del puro umano
- La Vita della Musica, ipertesto di Storia della musica
- Giacomo Puccini e il Postmoderno
- Puccini in giapponese
- Barga Jazz
- Enciclopedia Italiana dei Compositori Contemporanei
- L'arte innocente
- I linguaggi della musica e delle arti
- Firenze e la musica italiana del secondo Novecento
- Fare musica oggi
- Franco Donatoni
- Aldo Clementi
- Niccolò Castiglioni
- Luciano Chailly
- Giorgio Gaslini